# Lupinus antoninus
Lupinus antoninus — вид квіткових рослин родини бобових (Fabaceae).

## Поширення
Ендемік Каліфорнії. Росте лише у чотирьох локалітетах на півночі штату, включаючи схили гори Ентоні. Росте в гірських лісах, часто серед ялинок.

## Опис
Це волохата прямостояча багаторічна рослина, заввишки 20–50 сантиметрів. Кожен пальчастий лист складається з 6 або 7 листочків завдовжки 1,5–2,5 см. Стебло покрите сірими або сріблястими волосками. Суцвіття до 20 см завдовжки, з численних квітів. Квітка білувата з легким коричневим відтінком в основі. Плід — шовковистий стручок завдовжки до 3,5 см, що містить кілька строкатих бурих бобів.